# Apataelurus
Apataelurus é um gênero extinto de mamífero pertencente à ordem Creodonta. Provavelmente foi um creodonte oxyaenideo, mas isso é incerto até o momento. É praticamente impossível reconstruir sua aparência exata, pois apenas uma mandíbula foi encontrada. Entretanto, a comparação com outros animais mais conhecidos como Machaeroides nos permite levantar a hipótese de que Apataelurus era um carnívoro de tamanho médio, comparável a um lince.